# Izrael Białkowicz

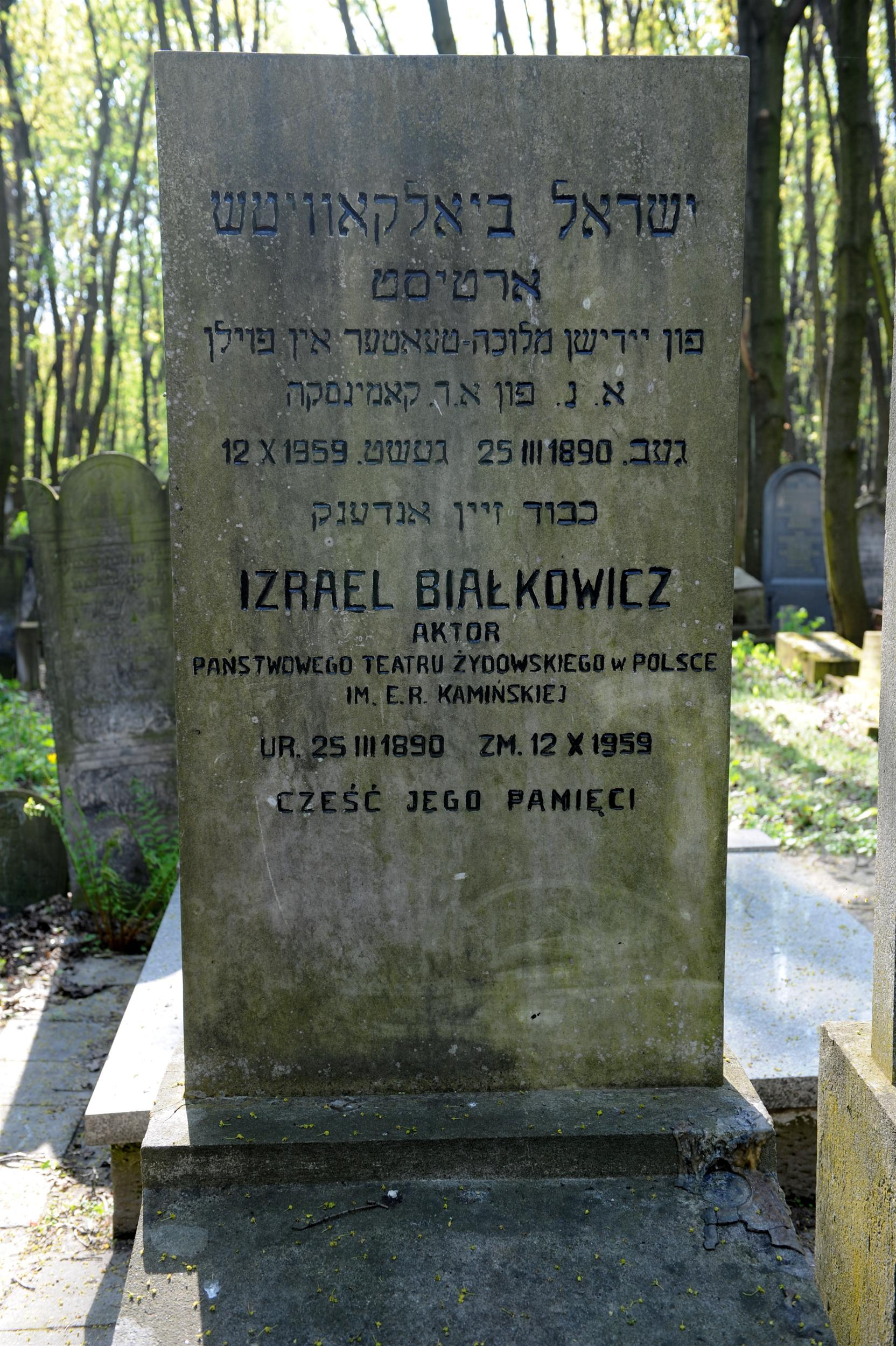
Grób Izraela Białkowicza na Cmentarzu żydowskim w Warszawie

Izrael Białkowicz (jid. ישראל ביאַלקאָוויטש; ur. 25 marca 1890, zm. 12 października 1959 w Warszawie) – polski aktor teatralny żydowskiego pochodzenia, wieloletni aktor Teatru Żydowskiego w Łodzi, Dolnośląskiego Teatru Żydowskiego we Wrocławiu i następnie Teatru Żydowskiego w Warszawie. 
W 1956 został odznaczony Krzyżem Kawalerskim Orderu Odrodzenia Polski. Pochowany na cmentarzu żydowskim przy ulicy Okopowej w Warszawie (kwatera 39, rząd 2). Jego żona Chana (1884–1962) i syn Michał (1919–1990), również byli aktorami.

## Kariera teatralna
Teatr Żydowski w Warszawie
- 1958: Drzewa umierają stojąc
- 1958: Glikl Hameln
- 1958: Opera Żyda
- 1958: Sender Blank
- 1957: Matka Courage i jej dzieci
- 1957: Dybuk
- 1956: Tewje Mleczarz

Dolnośląski Teatr Żydowski we Wrocławiu
- 1955: Młyn
- 1954: Pajęczyna
- 1953: Meir Ezofowicz

Teatr Żydowski w Łodzi
- 1953: Mieszczanie
- 1952: Glikl Hameln żąda ...
- 1951: Trzydzieści srebrników
- 1951: W noc zimową
- 1951: 200.000
- 1950: Rodzina Blank
- 1950: Sen o Goldfadenie
- 1949: Mój syn
- 1948: Glikl Hameln żąda ...